# Wilhelm Weirauch
Wilhelm Weirauch (* 20. November 1876 in Limburg an der Lahn; † 20. Juni 1945 im Speziallager Ketschendorf) war ein deutscher Jurist und ständiger Stellvertreter des Generaldirektors der Deutschen Reichsbahn.

## Beruflicher Werdegang
Während seines Studiums wurde er 1895 Mitglied der Burschenschaft Rhenania Halle.
Weirauch arbeitete von 1898 bis zu seiner Promotion im Jahre 1900 als Gerichtsreferendar. Seine Doktorarbeit, die er an der Friedrichs-Universität Halle-Wittenberg einreichte, trug den Titel: Die Bahneinheit im Preußischen Rechte. 1903 wurde er als Gerichtsassessor tätig, eine Stellung, die er bis zu seinem Wechsel in die Staatseisenbahnverwaltung im Jahre 1905 beibehielt. Nach einem Jahr wurde er zum Regierungsassessor befördert, 1910 wurde er zum Regierungsrat ernannt und Mitglied der Eisenbahndirektionen Breslau, Erfurt, Kattowitz und Altona. 1919 wurde er als vortragender Geheimrat in das Preußische Ministerium der öffentlichen Arbeiten berufen und mit der Bearbeitung von Lohn- und Beförderungsangelegenheiten betraut. Seit dem 1. April 1924 leitete er die Reichsbahndirektion Berlin und wurde am 23. Juli 1925 zum Direktor der Reichsbahn berufen. In dieser Eigenschaft stand Weirauch der Personalabteilung der Hauptverwaltung vor. Im Juni 1926 wurde er als ständiger stellvertretender Generaldirektor und Vorstandsmitglied der Deutschen Reichsbahn-Gesellschaft und damit Vertreter von Generaldirektor Julius Dorpmüller.
Am 27. Februar 1933 verlieh der Fachbereich Wirtschaftswissenschaften der Universität Frankfurt Weirauch einen Ehrendoktortitel. Weirauch war vor dem Dritten Reich stellvertretender Generaldirektor der Deutschen Reichsbahn und leitete die Personalabteilung. Daneben war er in einer Vielzahl von Aufsichtsräten anderer Unternehmen eingebunden. Aufgrund seiner Nähe zur Zentrumspartei und als Regimegegner – Mitgliedschaft in der NSDAP wurde nicht nachgewiesen – musste er sein Amt am 25. Juni 1933 zugunsten des nationalsozialistischen Eisenbahndirektors Wilhelm Kleinmann räumen. Er wurde gemeinsam mit seinem Kollegen, dem Pressechef der Reichsbahn Hans Baumann in das Hauptprüfungsamt der Reichsbahn übernommen. 
Während des Zusammenbruchs übernahm Weirauch im Mai 1945 als Staatssekretär die Leitung der Reichsbahn in Berlin.
Hierauf wurde er von der Roten Armee in das Speziallager Ketschendorf bei Fürstenwalde (Spree) verschleppt.

## Weirauchstraße
Die 1953 in Hannover, Stadtteil Herrenhausen, angelegte Weirauchstraße ehrt den stellvertretenden Generaldirektor der Deutschen Reichsbahn seitdem durch ihre Namensgebung.

## Veröffentlichungen
- Eisenbahn-Verkehrsordnung vom 8. September 1938 mit allgemeinen Ausführungsbestimmungen von Wilhelm Weirauch (Autor), Werner Heinze (Autor)